# Pernilla Wibergová
Pernilla Wibergová (* 15. října 1970 Norrköping) je bývalá švédská alpská lyžařka. Na Zimních olympijských hrách 1992 v Albertville vyhrála zlato v obřím slalomu. Podruhé se olympijskou šampionkou stala v kombinačním závodu ZOH 1994 v Lillehammeru. Ve světovém poháru debutovala ve Vemdalenu 13. března 1990. Vyhrála 24 závodů, v roce 1997 získala velký křišťálový glóbus a patří k lyžařkám, které dokázaly zvítězit v každé z pěti disciplín SP. Stala se mistryní světa v obřím slalomu v roce 1991, ve slalomu v roce 1996 a v kombinaci v letech 1996 a 1999. Byla členkou klubu Norrköpings SK. V roce 1991 získala Zlatou medaili Svenska Dagbladet a Jerringovu cenu.
Kariéru ukončila v roce 2002. Provozuje hotel v lyžařském středisku Idre Fjäll, působí také v dobročinné organizaci Peace and Sport a komentuje závody pro Sveriges Television. V letech 2002–2010 byla členkou Mezinárodního olympijského výboru. Účinkovala v televizní soutěži BingoLotto a nazpívala píseň „Privillege“. Jejím manželem je norský lyžařský trenér Bødvar Bjerke, mají dvě děti a žijí v Monaku. Její bratr Andreas Wiberg je bývalý triatlonista.